# Kvalifikace na Mistrovství světa ve fotbale 1986 (CONMEBOL)
Kvalifikace na Mistrovství světa ve fotbale 1986 zóny CONMEBOL určila 4 účastníky finálového turnaje.
Desítka týmů byla rozlosována do dvou skupin po třech a jedné čtyřčlenné skupiny. Ve skupinách se hrálo dvoukolově každý s každým doma a venku. Vítězové skupin postoupili přímo na MS. Týmy ze druhých míst tříčlenných skupin a celky ze druhého a třetího týmu čtyřčlenné skupiny se utkaly dvoufázově vyřazovacím systémem doma a venku o zbylou místenku.

## Skupina 1
| Poř. | Tým       | Z | V | R | P | VG | IG | +/- | B |
| ---- | --------- | - | - | - | - | -- | -- | --- | - |
| 1    | Argentina | 6 | 4 | 1 | 1 | 12 | 6  | 6   | 9 |
| 2    | Peru      | 6 | 3 | 2 | 1 | 8  | 4  | 4   | 8 |
| 3    | Kolumbie  | 6 | 2 | 2 | 2 | 6  | 6  | 0   | 6 |
| 4    | Venezuela | 6 | 0 | 1 | 5 | 5  | 15 | -10 | 1 |

| Datum                          | Domácí    | Výsledek | Hosté     |
| ------------------------------ | --------- | -------- | --------- |
| 26. května 1985, Bogotá        | Kolumbie  | 1 – 0    | Peru      |
| 26. května 1985, San Cristóbal | Venezuela | 2 – 3    | Argentina |
| 2. června 1985, Bogotá         | Kolumbie  | 1 – 3    | Argentina |
| 2. června 1985, San Cristóbal  | Venezuela | 0 – 1    | Peru      |
| 9. června 1985, Lima           | Peru      | 0 – 0    | Kolumbie  |
| 9. června 1985, Buenos Aires   | Argentina | 3 – 0    | Venezuela |
| 16. června 1985, Lima          | Peru      | 4 – 1    | Venezuela |
| 16. června 1985, Buenos Aires  | Argentina | 1 – 0    | Kolumbie  |
| 23. června 1985, San Cristóbal | Venezuela | 2 – 2    | Kolumbie  |
| 23. června 1985, Lima          | Peru      | 1 – 0    | Argentina |
| 30. června 1985, Bogotá        | Kolumbie  | 2 – 0    | Venezuela |
| 30. června 1985, Buenos Aires  | Argentina | 2 – 2    | Peru      |

Argentina postoupila na Mistrovství světa ve fotbale 1986. Týmy Peru a Kolumbie postoupily do baráže.

## Skupina 2
| Poř. | Tým     | Z | V | R | P | VG | IG | +/- | B |
| ---- | ------- | - | - | - | - | -- | -- | --- | - |
| 1    | Uruguay | 4 | 3 | 0 | 1 | 6  | 4  | 2   | 6 |
| 2    | Chile   | 4 | 2 | 1 | 1 | 10 | 5  | 5   | 5 |
| 3    | Ekvádor | 4 | 0 | 1 | 3 | 4  | 11 | -7  | 1 |

| Datum                              | Domácí  | Výsledek | Hosté   |
| ---------------------------------- | ------- | -------- | ------- |
| 3. března 1985, Quito              | Ekvádor | 1 – 1    | Chile   |
| 10. března 1985, Montevideo        | Uruguay | 2 – 1    | Ekvádor |
| 17. března 1985, Santiago de Chile | Chile   | 6 – 2    | Ekvádor |
| 24. března 1985, Santiago de Chile | Chile   | 2 – 0    | Uruguay |
| 31. března 1985, Quito             | Ekvádor | 0 – 2    | Uruguay |
| 7. dubna 1985, Montevideo          | Uruguay | 2 – 1    | Chile   |

Uruguay postoupila na Mistrovství světa ve fotbale 1986. Chile postoupilo do baráže.

## Skupina 3
| Poř. | Tým      | Z | V | R | P | VG | IG | +/- | B |
| ---- | -------- | - | - | - | - | -- | -- | --- | - |
| 1    | Brazílie | 4 | 2 | 2 | 0 | 6  | 2  | 4   | 6 |
| 2    | Paraguay | 4 | 1 | 2 | 1 | 5  | 4  | 1   | 4 |
| 3    | Bolívie  | 4 | 0 | 2 | 2 | 2  | 7  | -5  | 2 |

| Datum                                    | Domácí   | Výsledek | Hosté    |
| ---------------------------------------- | -------- | -------- | -------- |
| 26. května 1985, Santa Cruz de la Sierra | Bolívie  | 1 – 1    | Paraguay |
| 2. června 1985, Santa Cruz de la Sierra  | Bolívie  | 0 – 2    | Brazílie |
| 9. června 1985, Asunción                 | Paraguay | 3 – 0    | Bolívie  |
| 16. června 1985, Asunción                | Paraguay | 0 – 2    | Brazílie |
| 23. června 1985, Rio de Janeiro          | Brazílie | 1 – 1    | Paraguay |
| 30. června 1985, São Paulo               | Brazílie | 1 – 1    | Bolívie  |

Brazílie postoupila na Mistrovství světa ve fotbale 1986. Paraguay postoupila do baráže.

## Baráž

### První kolo
| Datum                    | Domácí   | Výsledek | Hosté    |
| ------------------------ | -------- | -------- | -------- |
| 27. října 1985, Asunción | Paraguay | 3 – 0    | Kolumbie |
| 3. listopadu 1985, Cali  | Kolumbie | 2 – 1    | Paraguay |

Paraguay postoupila do druhého kola baráže díky celkovému vítězství 4-2.
| Datum                             | Domácí | Výsledek | Hosté |
| --------------------------------- | ------ | -------- | ----- |
| 27. října 1985, Santiago de Chile | Chile  | 4 – 2    | Peru  |
| 3. listopadu 1985, Lima           | Peru   | 0 – 1    | Chile |

Chile postoupilo do druhého kola baráže díky celkovému vítězství 5-2.

### Druhé kolo
| Datum                                 | Domácí   | Výsledek | Hosté    |
| ------------------------------------- | -------- | -------- | -------- |
| 10. listopadu 1985, Asunción          | Paraguay | 3 – 0    | Chile    |
| 17. listopadu 1985, Santiago de Chile | Chile    | 2 – 2    | Paraguay |

Paraguay postoupila na Mistrovství světa ve fotbale 1986 díky celkovému vítězství 5-2.